# Citroën DS3 RRC
La Citroën DS3 RRC è una versione da competizione della Citroën DS3 sviluppata dalla Citroën Racing, il reparto corse della casa automobilistica francese Citroën, appositamente per competere nella serie WRC-2 del Campionato del mondo rally. 
La vettura gareggiò nel 2013, vincendo in quello stesso anno il titolo mondiale piloti e copiloti WRC-2 con Robert Kubica.

## Il progetto e i primi test
Dopo i successi iridati della DS3 WRC, nel novembre 2012 la Citroën decise di realizzare una versione denominata RRC (Regional Rally Car), che competesse con le auto di classe super 2000, categoria in vi di dismissione in favore del neonato gruppo R; tale versione era a tutti gli effetti una DS3 WRC depotenziata e con l'aerodinamica meno esasperata.  
L'auto venne introdotta con l'intento di essere venduta a scuderie e piloti privati per competere principalmente nei campionati WRC-2, ERC e nel FIA MERC, serie che si disputa in Medio Oriente, e in altri campionati nazionali. 
Le prove su strada, sia su asfalto che su terra, si svolsero durante l'estate del 2012 e l'auto venne omologata dalla FIA il 1º gennaio 2013.

## Specifiche
Il motore è un 1.6 litri EP6 CDT, quattro cilindri in linea disposto trasversalmente con monoblocco e testata in lega, distribuzione DOHC con fasatura variabile, 16 valvole a iniezione diretta e dotato di turbocompressore con restrittore in aspirazione di 30 mm. Esso eroga una potenza di 275 CV a 6000 giri/min e una coppia massima di 350 Nm (a 3250 giri/min). La trasmissione è a trazione integrale permanente con differenziale anteriore ZF a slittamento limitato, cambio sequenziale SADEV a sei rapporti e frizione a doppio disco. Le sospensioni sono di tipo MacPherson con ammortizzatori regolabili mentre l'impianto frenante è dotato all'anteriore di dischi autoventilanti da 300 mm di diametro in assetto terra e 350 mm su asfalto con pinze a quattro pistoncini (fornite dalla Alcon) mentre al posteriore i dischi erano da 300 mm e le pinze a due pistoncini. L'auto montava cerchi in alluminio da 17" su asfalto e da 15" su ghiaia con gomme Pirelli.

## Carriera sportiva
La DS3 RRC debuttò nel mondiale WRC al Rally dell'Acropoli 2013 con Robert Kubica, ottenendo subito la vittoria nella categoria WRC-2. A questa seguirono poi altri quattro successi nella classe cadetta, al Rally di Sardegna, in Germania, in Alsazia e in Galles, che permisero poi al pilota polacco di aggiudicarsi il campionato.
Nel 2015 l'auto venne utilizzata nello stesso campionato dai francesi Stéphane Lefebvre e Quentin Giordano senza però ottenere risultati di particolare rilievo eccetto il terzo posto di Giordano raggiunto in Germania.

## Palmarès
2013
- - Campionato piloti e copiloti World Rally Championship-2, con Robert Kubica e Maciej Baran

### Vittorie WRC-2
| # | Anno | Rally                                   | Superficie       | Pilota        | Co-pilota    | Squadra |
| - | ---- | --------------------------------------- | ---------------- | ------------- | ------------ | ------- |
| 1 | 2013 | 59th Acropolis Rally                    | Sterrato         | Robert Kubica | Maciej Baran | -       |
| 2 | 2013 | 10º Rally Italia Sardegna               | Sterrato         | Robert Kubica | Maciej Baran | -       |
| 3 | 2013 | 31. ADAC Rallye Deutschland             | Asfalto          | Robert Kubica | Maciej Baran | -       |
| 4 | 2013 | 4éme Rallye de France - Alsace          | Asfalto          | Robert Kubica | Maciej Baran | -       |
| 5 | 2013 | 49° RallyRACC Catalunya - Costa Daurada | Asfalto/Sterrato | Robert Kubica | Maciej Baran | -       |